# Stanisław Speczik
Stanisław Speczik (ur. 13 września 1947 w Zabrzu) – polski geolog, profesor nauk o Ziemi, były prezes zarządu KGHM Polska Miedź i wiceminister w Ministerstwie Skarbu Państwa.

## Życiorys
W 1971 ukończył studia na Wydziale Geologii Uniwersytetu Warszawskiego. W 1976 uzyskał stopień naukowy doktora na podstawie pracy zatytułowanej Mineralizacja kruszcowa w utworach karbońskich na obszarze monokliny przedsudeckiej, habilitował się w 1995 w oparciu o rozprawę Metalogeneza podłoża podcechsztyńskiego monokliny przedsudeckiej. W 1997 otrzymał tytuł profesora nauk o Ziemi. Przebywał na zagranicznych stażach naukowych jako stypendysta Fundacji Alexandra von Humboldta. Specjalizuje się w zagadnieniach z zakresu geologii złóż metali i ochrony zasobów.
Jako naukowiec związany z Uniwersytetem Warszawskim oraz Państwowym Instytutem Geologicznym. Od połowy lat 90. pełnił funkcję dyrektora tej instytucji. Zasiadał w Komitecie Nauk Geologicznych, Komitecie Górnictwa oraz Komitecie Zrównoważonej Gospodarki Surowcami Mineralnymi Polskiej Akademii Nauk.
Poza pracą naukową zajmował się działalnością konsultingową w koncernach surowcowych. Od 2001 do 2004 był prezesem zarządu KGHM Polskiej Miedzi. W 2005 przez kilka miesięcy zajmował stanowisko sekretarza stanu w Ministerstwie Skarbu Państwa w gabinecie kierowanym przez Marka Belkę.
Udzielał się w strukturach klubu piłkarskiego Polonia Warszawa, gdzie m.in. brał udział w organizacji Międzynarodowego Turnieju Piłkarskiego o Puchar Pamięci Małego Powstańca.

## Odznaczenia
W 1996 otrzymał Złoty Krzyż Zasługi. W 2000 odznaczony Krzyżem Kawalerskim Orderu Odrodzenia Polski. Otrzymał także Order Uśmiechu.